# Carnall (szyb)

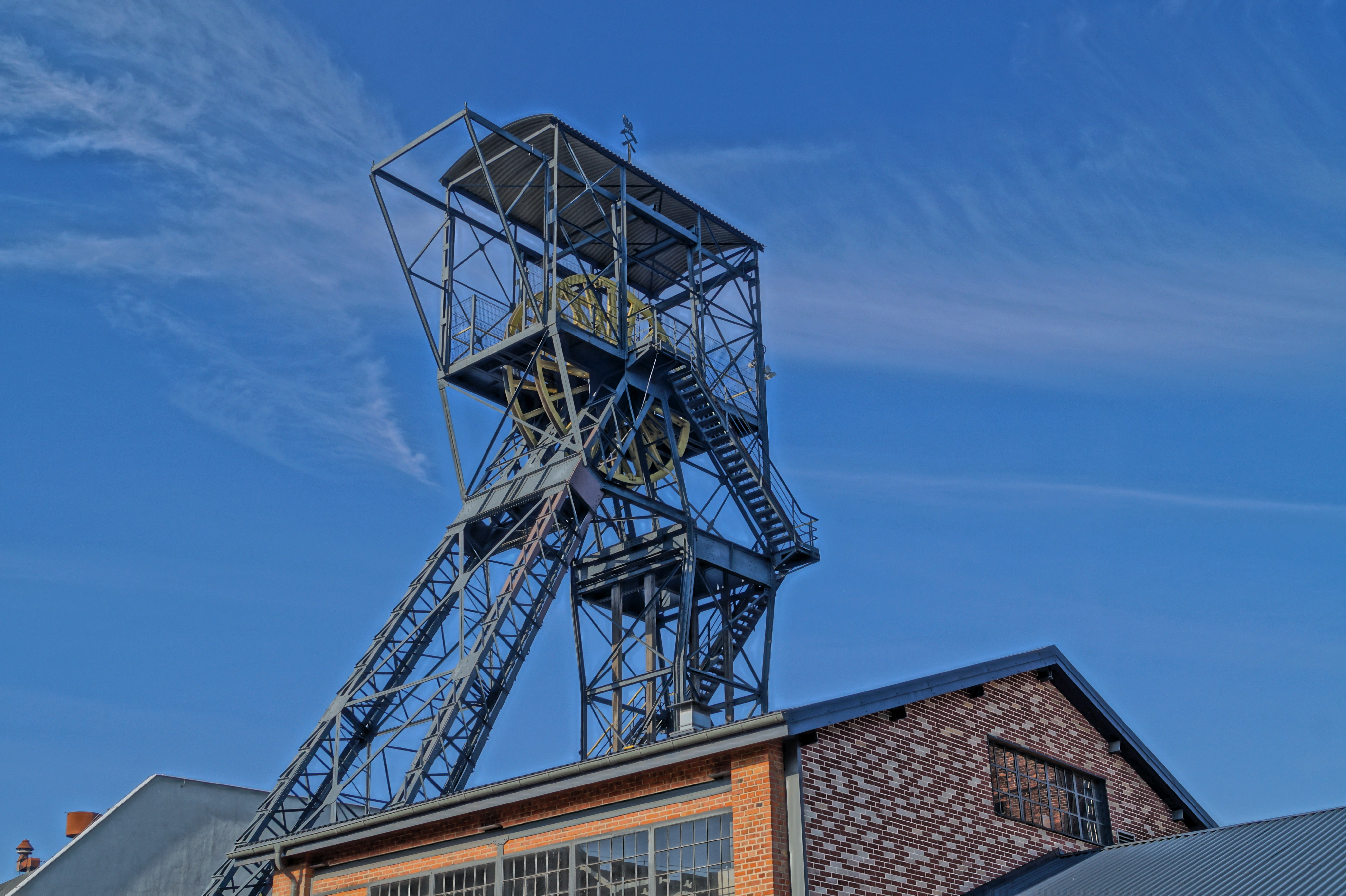
Wieża szybowa szybu Carnall, Skansen Górniczy Królowa Luiza (2016)

Szyb Carnall (po 1945 roku Zabrze II) – odwadniający szyb kopalni węgla kamiennego Królowa Luiza (od 1945 roku kopalnia Zabrze, od 1983 roku kopalnia Zabrze-Bielszowice ) w Zabrzu, wydrążony w połowie XIX wieku, zasypany w 1990 roku, częściowo odkopany w 2009 roku; obecnie atrakcja turystyczna, którą odwiedzający schodzą do Głównej Kluczowej Sztolni Dziedzicznej. 

## Historia
Szyb Carnall jest jednym z najstarszych, a zarazem jedynym działającym do dziś szybem kopalnianym byłej kopalni Królowa Luiza. Prace przy jego głębieniu rozpoczęto w 1853 roku. Do tego czasu dla odwadniania kopalni Królowa Luiza służyła Główna Kluczowa Sztolnia Dziedziczna, jednak już w połowie XIX wieku była ona budowlą przestarzałą i nie mogła służyć do odwadniania głębiej zalegających pokładów węgla. Nazwa szybu pochodzi od nazwiska Rudolfa von Carnalla, od roku 1856 dyrektora Wyższego Urzędu Górniczego we Wrocławiu, któremu podległa była zabrzańska kopalnia. 
W 1873 roku szyb osiągnął głębokość 210 metrów. Szyb wieńczyła 22-metrowa murowana wieża o 90-centymetrowej grubości murów zewnętrznych.
Wewnątrz znajdowała się maszyna parowa o mocy 180 KM z cylindrem o średnicy 150 cm, która napędzała dwie pompy nurnikowe umieszczone w szybie. Umożliwiło to wyciąganie 7m³ wody na minutę. W 1873 roku szyb pogłębiono do 270 metrów, a 4 lata później dokonano gruntowej przebudowy szybu. Wyburzono wieżę, gdzie znajdowała się odwadniająca maszyna parowa, a na jej miejscu postawiono stalową wieżę wyciągową oraz wzniesiono nową maszynownię. W 1912 roku szyb osiągnął swą ostateczną głębokość 503 metrów. Ostatnia przed drugą wojną światową przebudowa szybu miała miejsce w latach 1929–1931. 
Po roku 1945 szyb Carnall wszedł w skład kopalni Zabrze. Jego niemiecką nazwę zmieniono na Zabrze II. 

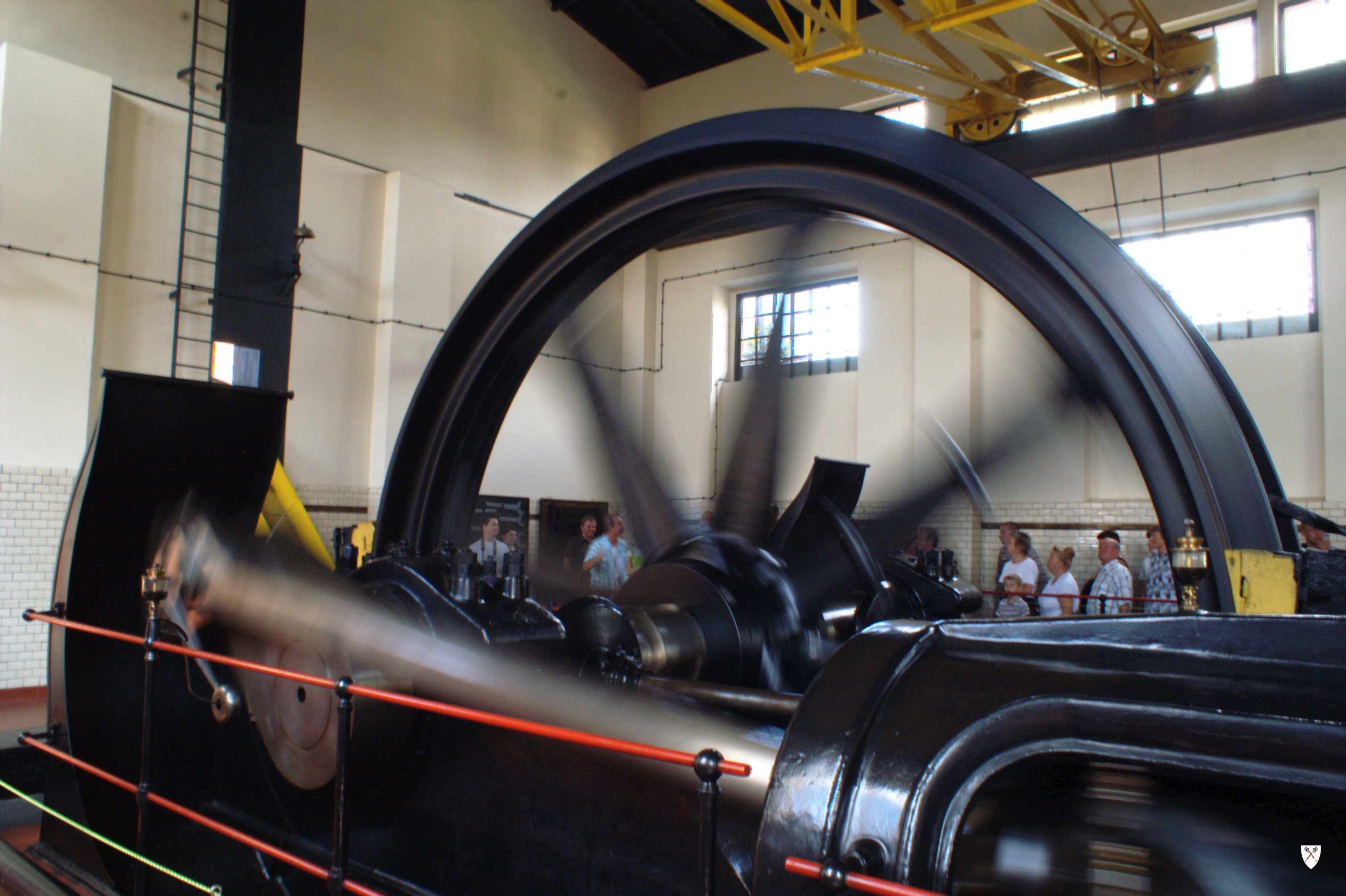
Parowa maszyna wyciągowa w maszynowni szybu Carnall (2009)

W 1965 roku dyrekcja kopalni Zabrze wraz z PTTK na terenie wyłączonego z eksploatacji „Pola Zachodniego” utworzyła Ośrodek Propagandy Górnictwa, w którym przybywający turyści mogli zjechać pod ziemię i zwiedzić kopalnię w naturalnych, górniczych warunkach. Odwiedzający Ośrodek zjeżdżali właśnie szybem Zabrze II na poziom 503. Chociaż ruch turystyczny był spory, Ośrodek został zamknięty w 1979 roku. 
Od 1983 roku szyb należał do połączonej kopalni Zabrze-Bielszowice . W 1990 roku szyb Carnall został zasypany . Od 1993 roku szyb i napędzająca go maszyna parowa stały się jedną z atrakcji nowo powołanego Skansenu Górniczego „Królowa Luiza”, który jest oddziałem Muzeum Górnictwa Węglowego w Zabrzu.
Trwająca od początku XXI wieku rewitalizacja Skansenu objęła także szyb Carnall. Na wieży szybowej zamontowana została platforma widokowa, z której podziwiać można panoramę Zabrza. Odnowiony został także budynek maszynowni. Podczas imprezy 15-lecia Skansenu, 27 września 2008 roku, wieża szybu była sceną dla przedstawienia teatralnego i efektownej prezentacji połączonej z muzyką industrialną inspirowaną dźwiękami parowej maszyny wyciągowej.
W 2009 roku, w związku z pracami nad udostępnieniem Głównej Kluczowej Sztolni Dziedzicznej szyb Carnall został odkopany do głębokości 40 metrów . W 2015 roku w szybie zabudowano przedział schodowy.